# Karyna Denysova
Karyna Dmytrivna Denysova (ukrainska: Карина Дмитрівна Денисова), född Jurtjenko (Юрченко) 28 december 1997 i Sievjerodonetsk, Ukraina, är en volleybollspelare (vänsterspiker).
Hon deltog vid EM 2017 och 2019  med Ukrainas damlandslag i volleyboll. Hon deltog även i kvalet till EM 2021, men inte i själva slutspelet. Denysova har på klubbnivå spelat med VK Sieverodontjanka (2012–2017), VolAlto Caserta (2017–2018), Bratislavský VK (2018–2019), PVK Olymp Praha (2019–2020), Quimper Volley (2020–2021), Kuanysj VK (2021–2022), OK Röda stjärnan Belgrad (2022–2023) och Zjetisy Taldyqorghan (2023–). Med landslaget vann hon European Volleyball League 2017. På klubbnivå har hon blivit slovakisk mästare.